# Linda Bengtzing

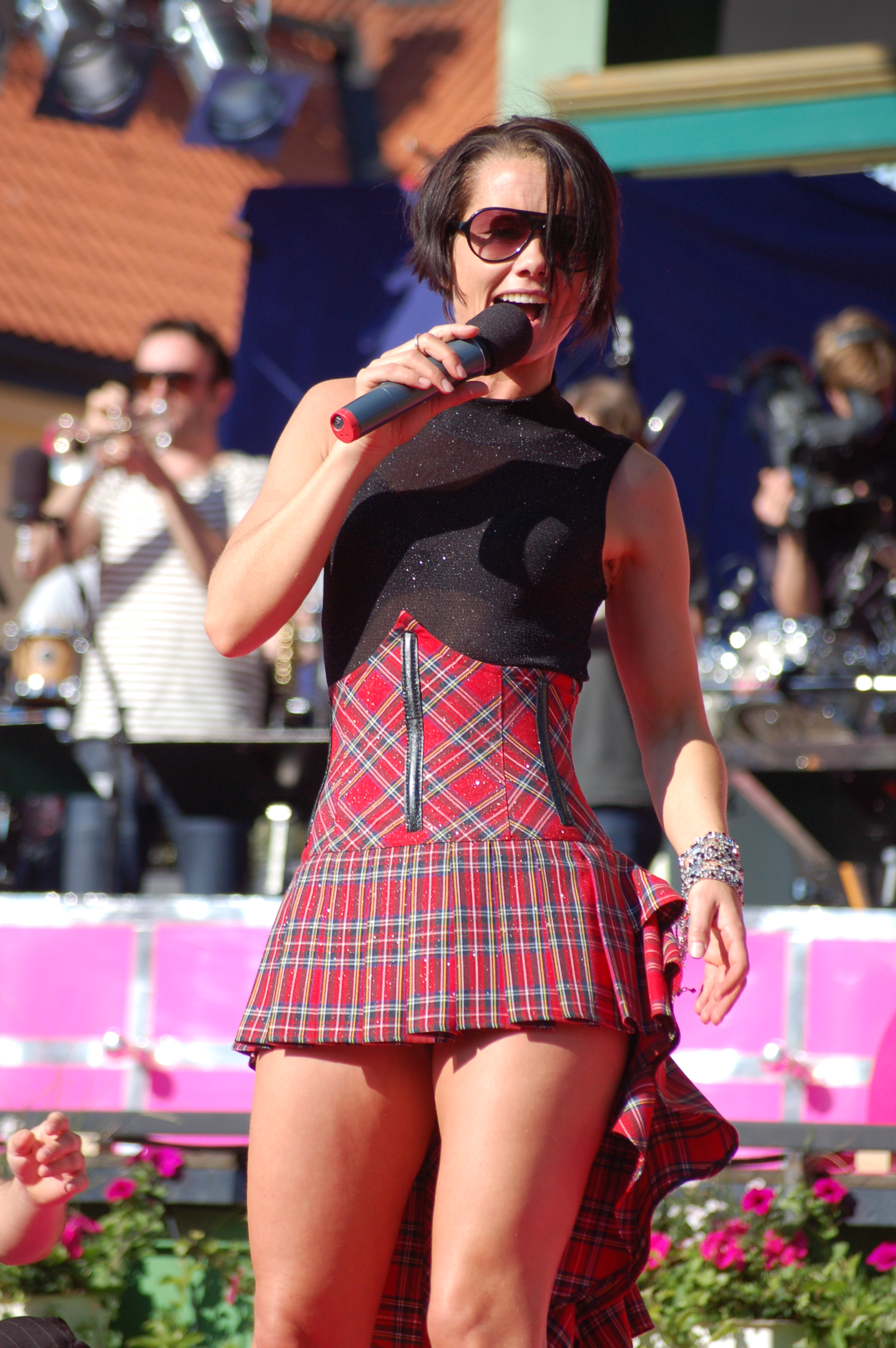
Linda Bengtzing.

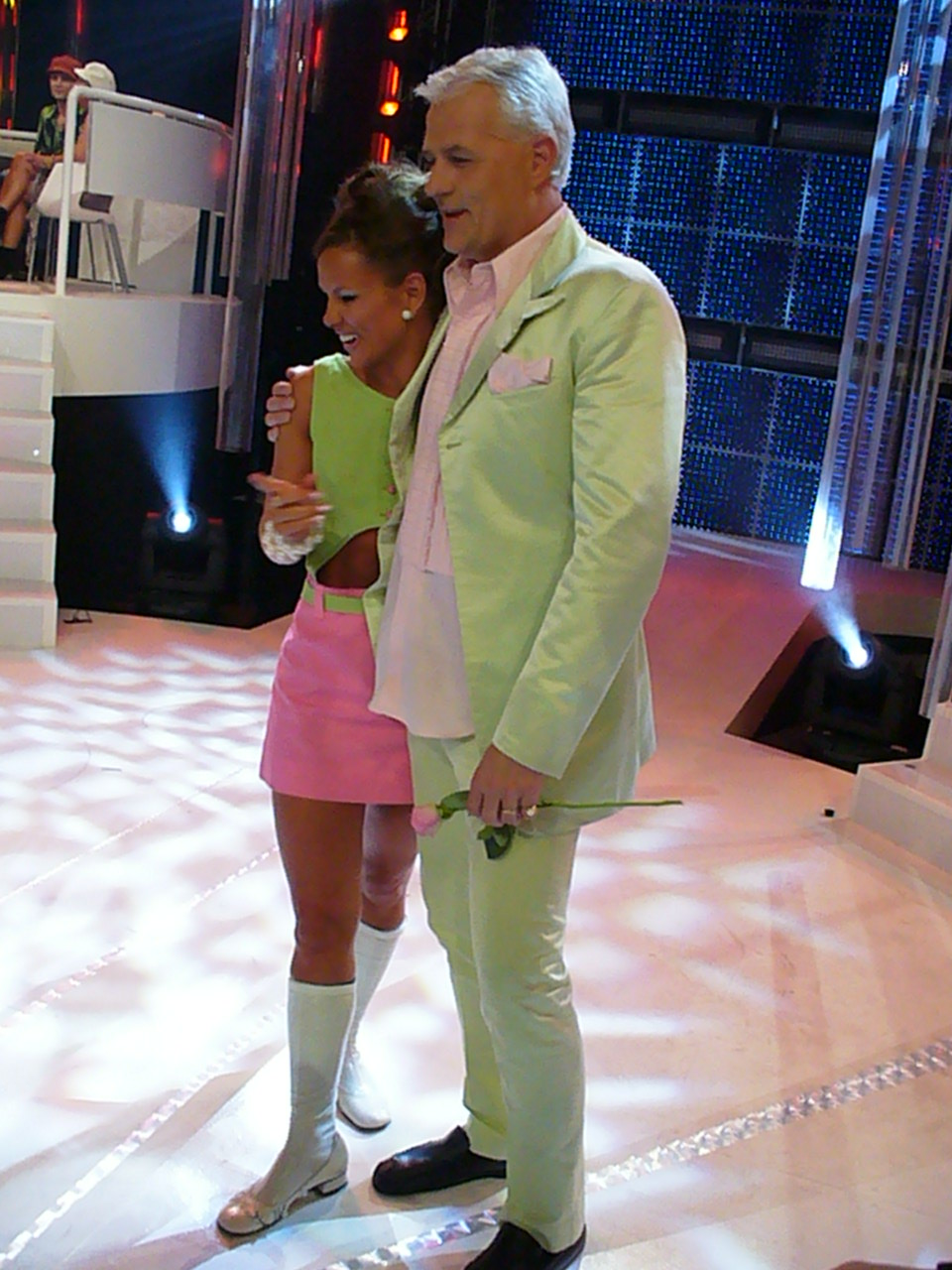
Linda Bengtzing.

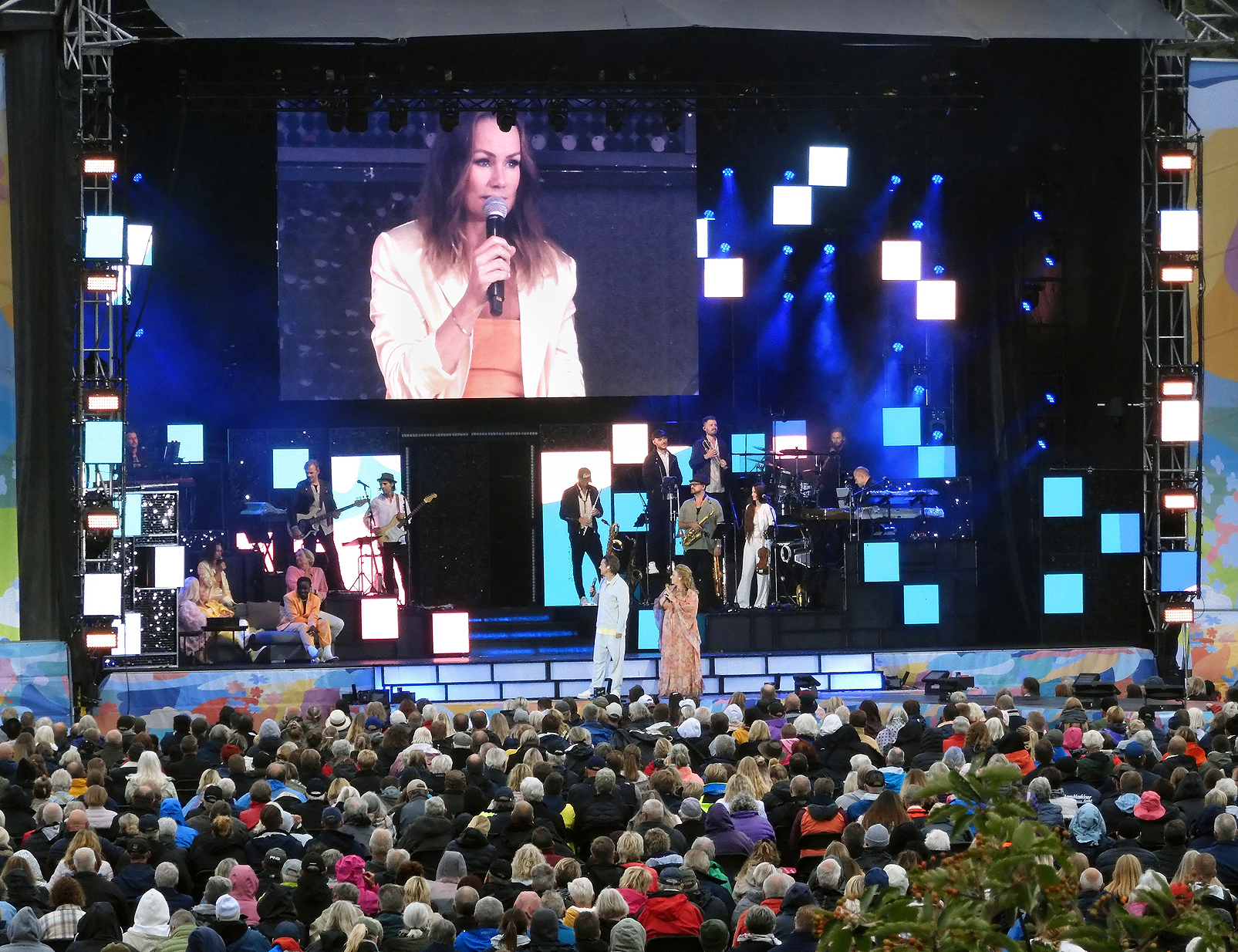
Linda Bengtzing in Ystad 2021.

Linda Bengtzing (n. 13 de marzo de 1974) es una cantante sueca. Nació en el pequeño pueblo de Gullspång, en el condado de Västra Götaland, al oeste de Suecia.
Se dio a conocer gracias a su participación en la cuarta edición de Fame Factory, pero el gran salto a la fama no le llegó hasta su participación en el Melodifestivalen 2005 (selección nacional para el Festival de Eurovisión), con el tema Alla Flickor, que iba a ser inicialmente interpretado por Pernilla Wahlgren. Linda llegó a la final vía repesca, donde a pesar de ser de las favoritas fue última con 15 puntos. Un año después lo volvería a intentar con Jag Ljuger Så Bra, pasó directamente a la final pero solo consiguió ser séptima. El primer álbum de Linda Bengtzing es Ingenting Att Förlora que llegó a ser número cuatro en ventas y número uno en descargas legales.[cita requerida] Otro de sus singles fue Kan Du Se (Puedes ver), que también fue enviado al Melodifestivalen 2006. Linda volvió a probar suerte en el Melodifestivalen 2008, con un tema típicamente sueco "Hur Svart kan det va?" '¿Cuán difícil puede ser?' participando en la cuarta semifinal. Allí consiguió el pase directo a la final del Globen, obteniendo un 5º lugar. Volvería a intentarlo en el año 2011 con la canción "E Det Fel På Mig" clasificándose directamente para la final del Globen y consiguiendo en esta última la séptima plaza.[cita requerida]

## Trayecto en el Melodifestivalen
- 2005: Alla Flickor (Final: 10.ª)
- 2006: Jag Ljuger Så Bra (Final: 7ª)
- 2008: Hur Svårt Kan Det Va? (Final: 5ª)
- 2011: E De Fel På Mig (Final: 7ª)
- 2014: Ta Mig (4ª Semifinal: 5ª)
- 2016: Killer girl (4ª Semifinal: 7ª)
- 2020: Alla mina sorger
- 2022: Fyrfaldigt hurra!

## Discografía

### Discos
- Ingenting Att Förlora (2006) #4
- Vild och Galen (2008) #2
- Min Karusell - En Samling (2011) #14

### Sencillos
- Alla Flickor [Todas las chicas] (2005) #8
- Diamanter [Diamante] (2005) #32
- Jag Ljuger Så Bra [Soy una buena mentirosa](2006) #2
- I gult och blått (con Magnus Hedman) #48
- Kan Du Se [Puedes ver] (2006) #7
- Värsta Schlagern (con Markoolio) (2007) #1
- Hur svart kan det va? [¿Cuan difícil puede ser?] (2008)
- Not That Kinda Girl (con Kim-Lian)[1] (2009)
- Victorious (con Velvet) (2010) #15
- E de fel på mig (2011) #15

### Otros
- Albumtrack - Fame Factory vol. 9 Steg För Steg (2004)
- Albumtrack - Fame Factory vol. 10 Natten Har En Hemlighet (2004)